# Václav Šlouf
Plk. Václav Šlouf (8. října 1911 Železná Huť – 13. dubna 1976 Weston-super-Mare) byl český vojenský pilot francouzského a britského letectva během druhé světové války

## Život

### Před druhou světovou válkou
Václav Šlouf se narodil 8. října 1911 v Železné Huti u Nepomuku v rodině Václava Šloufa a Karolíny, rozené Kouklové. Vyučil se strojním zámečníkem, v Západočeském aeroklubu sídlícím na plzeňských Borech získal pilotní výcvik. Mezi lety 1929 a 1931 absolvoval armádní Školu pro odborný dorost letectva v Prostějově, následně nastoupil prezenční vojenskou službu u leteckého pluku 3 v Piešťanech. Zde ještě v roce 1931 získal kvalifikaci pilota-letce. V roce 1932 byl pravděpodobně v důsledku kázeňského přestupku přeložen k pěšímu pluku 17 do Trenčína. Zde absolvoval kurz obsluhy protiletadlových kanónů a 24. listopadu 1934 odešel do zálohy. Začal pracovat jako instruktor létání v Západočeském aeroklubu, byl i sportovním pilotem, účastnil se mj. leteckých závodů v Itálii a ve Francii. Jako instruktor létání působil i v rámci akce 1000 nových pilotů republice a 31. března 1937 se vrátil do armádní služby k leteckému pluku 3, kde sloužil u 16. pozorovací letky. Službu v Československé armádě ukončil v hodnosti desátníka.

### Druhá světová válka

#### Francie
Po Německé okupaci opustil Václav Šlouf 10. června 1939 ilegálně Protektorát Čechy a Morava a přes Polsko se dostal do Francie.  Zde vstoupil do cizinecké legie, měl odplout do severní Afriky, ale v důsledku vypuknutí druhé světové války byl odeslán do Chartres, kde byl zaučen na francouzskou leteckou techniku. Následně byl přidělen k jednotce GC III/3, kde sloužil na strojích Morane-Saulnier MS.406 a Dewoitine D.520. Během bitvy o Francii získal na své konto tři jisté a jeden pravděpodobný sestřel nepřátelského letounu. Dne 19. května 1940 byl sám sestřelen, ale zachránil se na padáku. Celkem během bojů nalétal 91.30 operačních hodin tj. nejvíce ze všech československých pilotů. Po pádu Francie se přes severní Afriku a Gibraltar evakuoval do Spojeného království.

### Spojené království
Václav Šlouf byl do Royal Air Force přijat 14. srpna 1940 a zařazen k 312. československé stíhací peruti RAF. Během bitvy o Británii se účastnil zejména obrany Liverpoolu. Do konce války absolvoval čtyři operační turnusy, mezi nimi působil jako letecký instruktor či na Inspektorátu československého letectva v Londýně. Ve třetím turnusu mezi červencem 1943 a únorem 1944 zastával funkci velitele letky B. Čtvrtý turnus nastoupil jako velitel letky A u 313. československé stíhací peruti RAF 22. května 1944, v září byl opět přeložen k 312. peruti na pozici velitele letky A, dne 15. listopadu 1944 byl ustanoven velitelem celé 312. perutě. Na této funkci působil do 19. dubna 1945, do konce války sloužil opět u Inspektorátu československého letectva v Londýně. Dosáhl hodnosti poručíka. Stal se československým stíhacím pilotem s největším rozsahem operační činnosti v období druhé světové války. Absolvoval 526 bojových akcí (192 nad nepřátelským územím), nalétal 760.10 operačních hodin.

### Po druhé světové válce
Václav Šlouf se vrátil do Československa 1. července 1945 v hodnosti kapitána. K 23. lednu 1946 odešel od armády k Československým státním aeroliniím, kde létal tři roky, koncem téhož měsíce se oženil s Helene Wallace. V roce 1948 odešel se svou manželkou opět do exilu. Znovu vstoupil do Royal Air Force, kde sloužil do roku 1954, poté létal u British Overseas Airways Corporation. Zemřel 13. dubna 1976 ve Weston-super-Mare v Anglii.

## Rodina
Bratr Václava Šloufa Karel Šlouf působil u 312. peruti jako mechanik a v závěru války i jako stíhací pilot. Po roce 1948 byl vězněn komunistickou mocí.

## Ocenění

### Vyznamenání
- 1940, 1941, 2x 1944 a 1945 Československý válečný kříž 1939
- 1940 Médaille militaire
- 1940 Croix de guerre avec deux palmes
- 1940 Řád čestné legie V. třídy
- 1941, 2x 1943, 1945 Československá medaile Za chrabrost před nepřítelem
- 1944 Pamětní medaile československé armády v zahraničí
- 1944 Hvězda 1939–1945
- 1945 Československá medaile za zásluhy I. st.
- 1945 Záslužný letecký kříž (Spojené království)
- Evropská hvězda leteckých posádek
- Válečná medaile 1939–1945

### Posmrtná ocenění

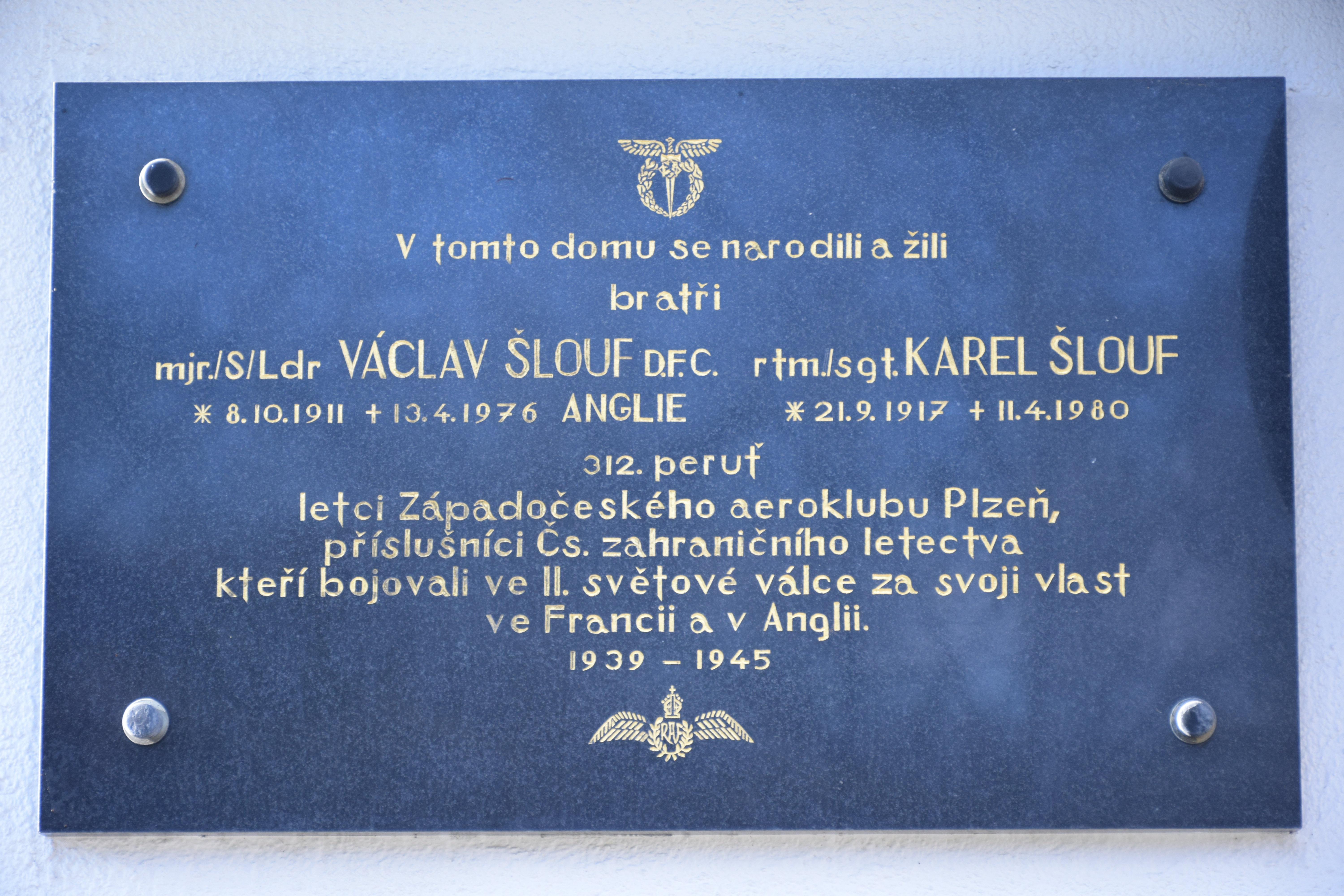
Pamětní deska bratrům Šloufovým v Nepomuku

- Václav Šlouf byl 1. června 1991 in memoriam povýšen do hodnosti plukovníka
- Bratrům Václavovi a Karlovi Šloufovi byla v rodné obci v ulici nesoucí jejich jméno odhalena pamětní deska[3]